# Ion Pascu
Ion Pascu (n. 4 aprilie 1948, comuna Provița de Sus, județul Prahova) este un diplomat român, care a îndeplinit funcția de consilier de stat, Șeful Compartimentului Protocol al Administrației Prezidențiale (2005-2008). 

## Biografie
Ion Pascu s-a născut la data de 4 aprilie 1948, în comuna Provița de Sus (județul Prahova). A absolvit cursurile Facultății de Comerț Exterior din cadrul Academiei de Studii Economice din București (1971) și apoi cursuri de specializare post-universitară în Economie Mondială la University of Washington din Seattle, S.U.A. (1973-1974).
După absolvirea facultății, a fost asistent universitar la Academia de Studii Economice (1971-1974), apoi este încadrat în Ministerul Afacerilor Externe pe următoarele posturi: referent relații (1974-1977), atașat (1977-1979), secretar III (1979), însărcinat cu afaceri ad-interim la Ambasada României la Aden (RPD Yemen) (1979-1983), secretar III (1983-1990). 
Efectuează apoi două stagii diplomatice în străinătate ca secretar I la Ambasada României la Atena (februarie - iunie 1990) și cu aceeați funcție la Ambasada României la Stockholm (octombrie 1990 - 1993). Revine apoi în Centrala MAE unde îndeplinește funcțiile de șef serviciu, director adjunct și director la Direcția Protocol (1993-1994), consilier și, din 1996, Ministru Consilier la Ambasada României la Londra (1994-1998), director general la Direcția Generală pentru Europa și America de Nord (iunie 1998 – 1999). La data de 21 iunie 1999 este numit în funcția de Secretar de Stat în MAE, primind gradul diplomatic de Ambasador la 2 martie 2000.
Ion Pascu a îndeplinit în perioada 14 august 2000 – 25 iunie 2004 misiunea de Ambasador extraordinar și plenipotențiar al României la Tokyo. Revenit în România după expirarea mandatului în capitala Japoniei, este numit la 6 decembrie 2004 ca Secretar general al MAE.
Începând din data de 1 aprilie 2005, Ion Pascu deține funcția de Consilier de Stat, Șeful Compartimentului Protocol din cadrul Administrației Prezidențiale. La data de 22 aprilie 2008, a fost numit în funcția de ambasador extraordinar și plenipotențiar al României în Republica Turcia .
De asemenea, pe lângă activitatea diplomatică desfășurată, Ion Pascu este coautor la cursuri universitare și studii pe teme de economie mondială, publicând articole și interviuri pe teme de politică externă și participând la sesiuni de comunicări, conferințe și seminarii internaționale.
Ion Pascu vorbește limbile engleză și franceză. Este căsătorit și are doi copii. 